# Ковальский, Францишек
Франци́шек Кова́льский (пол. Franciszek Kowalski; 21 марта 1799, Паволочь — 10 октября 1862, Киев) — польский поэт, писатель
 и педагог, мемуарист, переводчик.
Уроженец Украины. Воспитывался в Кременецком лицее, где его товарищами были Корженевский, Ян Казимир Ордынец, Тымон Заборовский, Густав Олизар. Был в разных местах учителем, перевёл на польский язык Мольера (6 т., Вильно 1847—1851) и напечатал «Piosnki żołnierskie» (6 т.) и «Wspomnienia» (2 т., 1859).